# Morten Hulgaard
Morten Alexander Hulgaard (født 23. august 1998) er en tidligere professionel cykelrytter fra Danmark, der senest kørte for Uno-X Pro Cycling Team.